# 49 Ceti
49 Ceti es una sola estrella en la constelación ecuatorial de Cetus. Es visible a simple vista como una estrella tenue y de color blanco con una magnitud aparente de 5,607. La estrella se encuentra lejos del sistema solar, en función de su paralaje, y se está alejando más con una velocidad radial de +10 km/s. 49 Ceti ha sido identificado como miembro de la Asociación Argus, de 40 millones de años.
Esta es una estrella joven de secuencia principal de tipo A con una clasificación estelar de A1V. Tiene aproximadamente 40 millones de años con una alta velocidad de giro, mostrando una velocidad de rotación proyectada de 196 km/s. La estrella tiene el doble de la masa del Sol. Está irradiando 19 veces la luminosidad del Sol desde su fotosfera a una temperatura efectiva de 8.790 K.
49 Ceti muestra un exceso infrarrojo significativo, que es una característica de un disco de escombros que orbita la estrella. Inusualmente, el disco parece ser rico en gases, con evidencia de monóxido de carbono (CO). Es posible que este gas de monóxido de carbono provenga de cometas que orbitan la estrella dentro del disco, de manera similar al cinturón de Kuiper en el sistema solar.